# Pascual Ortega Portales
Pascual Ortega Portales (* 5. Dezember 1839 in Santiago de Chile; † 22. Dezember 1899 ebenda) war ein chilenischer Maler.

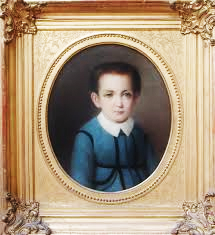
Porträt von Niño, Pascual Ortega Portales (1839–1899)

Ortega Portales studierte von 1854 bis 1864 an der Academia de Pintura bei Alejandro Ciccarelli. 1868 erhielt er ein Stipendium der chilenischen Regierung für einen Europaaufenthalt und studierte an der Académie des Beaux-Arts in Paris bei Alexandre Cabanel und Hippolyte Taine. Er besuchte auch Italien, Spanien, Belgien und Deutschland, bevor er 1874 nach Chile zurückkehrte. Seine Gemälde wurden u. a. in Chile, Argentinien und Frankreich ausgestellt. Bei der Exposición Continental 1882 in Buenos Aires erhielt er den zweiten Preis. Mehrere seiner Werke (Napolitano, La Alsaciana, Retrato de Niño) befinden sich in der Sammlung des Museo Nacional de Bellas Artes.